# Stefania Orlando
Stefania Orlando, née le 23 décembre 1966 à Rome (Italie), est une actrice, chanteuse, animatrice de télévision et animatrice de radio italienne.

## Biographie
Stefania Orlando commence en 1993 comme assistante dans l'émission de questions-réponses Sì o no? (it) de Mediaset. Elle rencontre le succès en conduisant de 1997 à 2003 le programme matinal I fatti vostri (it) sur Rai 2.
Elle épouse en 1997 l'acteur Andrea Roncato, dont elle divorce deux ans plus tard. Elle se remarie en 2019 avec le musicien Simone Gianlorenzi.
En septembre 2020 elle entre dans la maison de l'émission Grande Fratello VIP 5, lors du 5e jour de compétition. Elle en sort en mars 2021, le 169e jour,  à la 3e place.

## Émissions de divertissement
- 1993-1994 : Sì o no? (it) (Canale 5)
- 1994-1995 : Scommettiamo che...? (Rai 1)
- 1995-1997 : TG Rosa (it) (Odeon TV)
- 1996 : Il Boom (it) (Canale 5)
- 1996-1997 : Retromarsh (Telemontecarlo)
- 1997-2000, 2001-2003, 2015-2017 : I fatti vostri (it) (Rai 2)
- 1997-2000 : Téléthon (Rai 1)
- 1998-2005, 2010 : Il lotto alle otto (it) (Rai 2)
- 2002 : Torno sabato (it) (Rai 1)
- 2002-2003 : Girofestival (Rai 3)
- 2003 : Uno di noi (it) (Rai 1)
- 2003-2004 : Piazza grande (it) (Rai 2)
- 2004 : Stelle con la coda (it) (Rai 2)
- 2005 : Cantagiro (Rai 2)
- 2008 : Festival Show (it) (Canale Italia)
- 2011-en cours : Unomattina in famiglia (it) (Rai 1)
- 2015-2016 : Cantando ballando (it) (Canale Italia)
- 2017 : 'Buon pomeriggio (it) (Telenorba, TG Norba 24)
- 2018 : Miss Europe Continental - Finale nazionale Italia (Canale Italia)

## Filmographie

### Cinéma
- 1999 : Fantozzi 2000 - La clonazione de Domenico Saverni - caméo
- 2015 : Nuovo Ordine Mondiale (it) de Fabio Ferrara et Marco Ferrara

### Télévision
- 2008 : Un sacré détective (Don Matteo) – série TV, épisode 6x03
- 2019 : Il paradiso delle signore (it) – soap TV

## Théâtre
- 1995-1996 : Isso, esso e 'a Mala Femmena, réalisé par Vittorio Marsiglia (it)
- 1996-1997 : Ragioné voi dovete ragionà, réalisé par Vittorio Marsiglia

## Discographie

### Album
- 2009 - Su e giù (it)

### Singles
- 2007 - Sotto la luna
- 2008 - Marimbabà
- 2009 - Su e giù
- 2011 - Crazy Dance
- 2011 - A Troia
- 2012 - Frappé
- 2012 - Vita bastarda
- 2013 - Omologazione
- 2014 - Favola (Fernando Alba feat. Stefania Orlando)
- 2015 - Legami al Letto
- 2016 - Prima di lunedì (Fernando Alba feat. Stefania Orlando)

### Vidéoclips
- 2011 - Marimbabà
- 2011 - Crazy Dance
- 2011 - Sotto la luna
- 2011 - A Troia
- 2012 - A Troia Remix
- 2012 - Frappé
- 2012 - Vita bastarda
- 2013 - Omologazione
- 2014 - Favola
- 2015 - Legami al letto
- 2016 - Kiss
- 2016 - Prima di lunedì